# 刘丕训
刘丕训（1941年6月—），吉林省长春市人，中国人民解放军少将。

## 生平
曾任陆军第三十八集团军参谋长。1988年9月，授予少将军衔。后升任北京军区装备部部长、北京军区副参谋长。1993年，担任陆军第三十八集团军军长。